# 圣保罗人大道
圣保罗人大道（葡萄牙語：Avenida Paulista），或音譯為保利斯塔大道，是巴西最大都市圣保罗的一條繁華街道、也是該城最重要的經濟與金融中樞、觀光景點和娛樂中心之一，长2.8公里，呈西北－東南走向，于1891年正式开通。大道周邊的商辦、企業總部、摩天大廈與文化設施雲集，沿線地段還分布有全南美洲最昂貴的幾處房地產:p99。聖保羅地鐵的2號線沿著該路鋪設，設有3座車站。

## 歷史

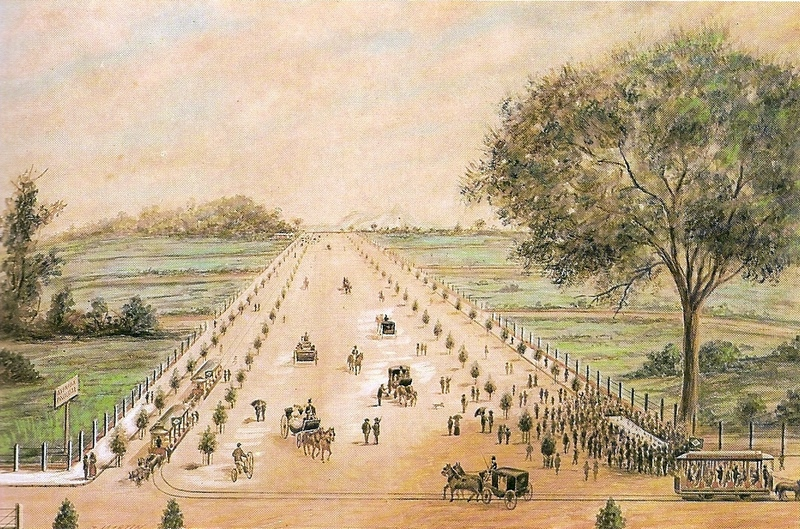
1891年的聖保羅人大道

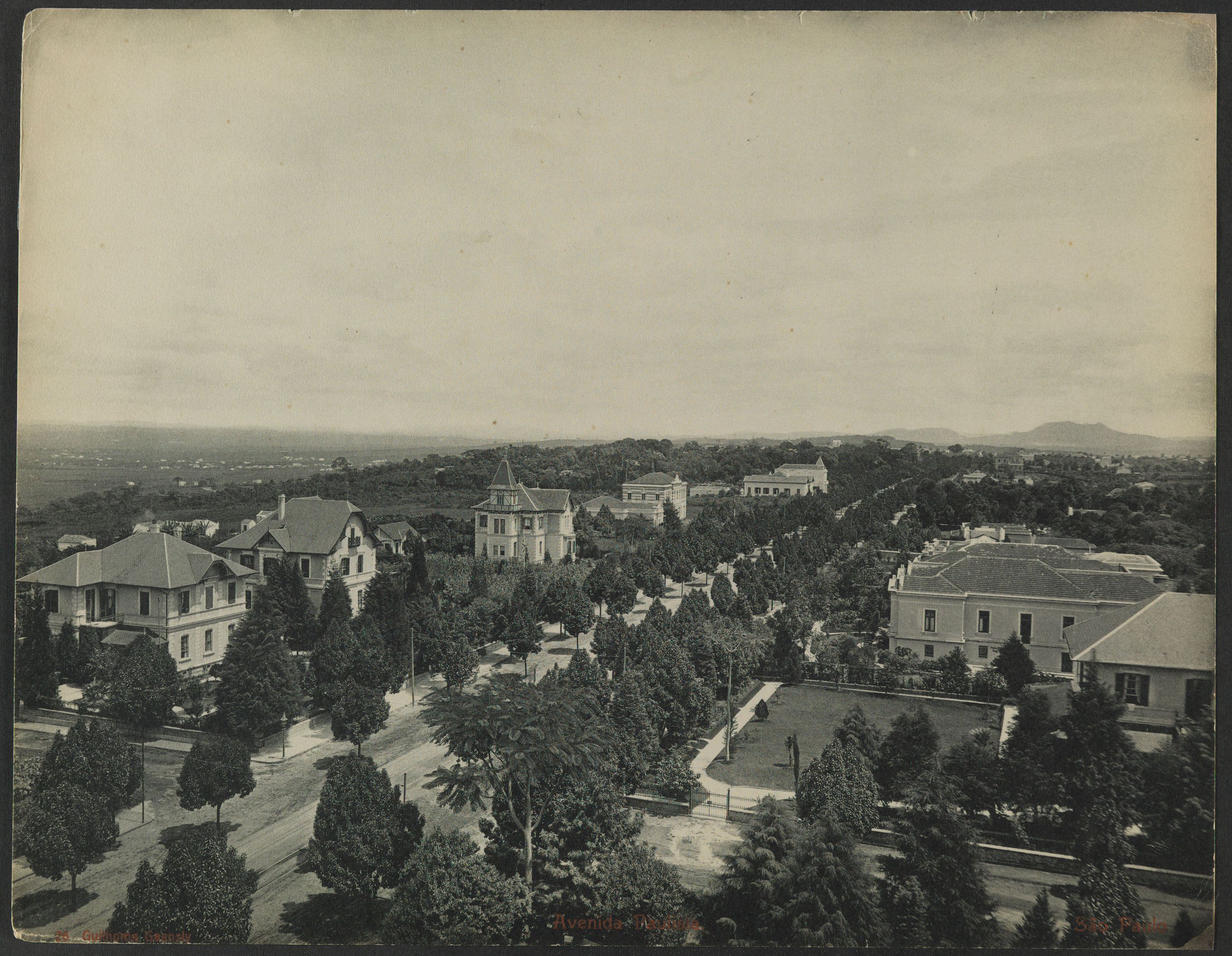
1902年時聖保羅人大道旁的豪宅群

聖保羅人大道是由烏拉圭移民巴西的工程師艾吾傑紐·利瑪與友人合夥投資修建的，於1891年12月8日竣工，以使渴望搬離擁擠城區、尋覓新住所的市民們能夠遷到郊外，當時也是聖保羅快速擴張的年代，咖啡產業和工業化帶動了該市的發展，包括該大道在內的街路、樓房與中央公園等新建設施如雨後春筍般冒出。
大道通車後，街名定為「聖保羅人」以向該市的歷代居民致敬。啟用初期的路面分流為三種車道：電車路軌、馬車道和人行道，並且鋪設成林蔭大道，周圍地帶視野開闊、氛圍寧靜，許多咖啡業巨亨或園主在路旁購置豪宅:p98:p38。該街後來的交通地位越來越重要，因此在1909年時成了聖保羅第一條有完整鋪面的市區道路。
到了1950年代以後，隨著聖保羅人大道成了大型銀行和公司青睞的辦公室選址，大道兩側的住宅漸漸有新大樓包圍，該市的中央商務區也開始了新一個階段的擴張，聖保羅都心以西、以南的區域也開始出現高密度的商業區。過了1960年代至1970年代之後，聖保羅人大道沿路已有數棟高於30層樓以上的大廈。

## 周邊環境
聖保羅人大道及周圍街區除了公司行號、企業總部、金融和銀行辦公室外，還分布著數家購物商場、醫院、外國使領館、學校等設施，使得一天之內有數以萬計的人潮進出此地。
居住在聖保羅人大道周邊樓房裡的居民共有20萬人，若是視之為一座獨立城鎮，將可列入巴西前150大的市鎮當中，其數字規模最接近於大普拉亞的24萬人。

### 沿路景點
（由西北至東南）
- 科爾迭羅·法里亞斯元帥廣場（葡萄牙語：Praça Marechal Cordeiro de Farias）
- 地鐵孔索拉桑站（英语：Consolação (São Paulo Metro)）（2號線）、聖保羅人站（英语：Paulista (São Paulo Metro)）（4號線）
- 巴西中央銀行大廈（1804號）
- 法國駐聖保羅總領事館（法语：Consulat général de France à São Paulo）（1842號）
- 南非駐聖保羅總領事館（1754號）
- 聖保羅藝術博物館（1578號）
- 翠安農公園（葡萄牙語：Parque Trianon）
- 地鐵翠安農-藝術博物館站（英语：Trianon-Masp (São Paulo Metro)）
- 玻利維亞駐聖保羅領事館（1439號）
- 聖保羅州工業聯合會（英语：Federação das Indústrias do Estado de São Paulo）（1313號）
- 巴西石油大廈（901號）
- 保利斯塔大學（葡萄牙語：Universidade Paulista）（900號）
- 印度駐聖保羅總領事館（925號）
- 智利駐聖保羅總領事館（1009號）
- 地鐵布里加代羅站（英语：Brigadeiro (São Paulo Metro)）
- 伊塔烏文化協會（Itaú Cultural，149號）
- 聖卡塔琳娜醫院（葡萄牙語：Hospital Santa Catarina）（200號）
- 奧斯瓦多·克鲁茲廣場（葡萄牙語：Praça Oswaldo Cruz）